# Vierhuizen (Achtkarspelen)
Vierhuizen (Fries: Fjouwerhúzen, [fjɔ.ṷər’hüzn]) is een buurtschap in de gemeente Achtkarspelen, in de Nederlandse provincie Friesland. De buurtschap ligt tussen Harkema en Surhuisterveen aan de westkant van de Surhuisterveenstervaart. De buurtschap ontstond bij een brug over deze vaart. Bij deze brug werden in de loop van de tijd vier huizen gebouwd, vandaar de naam. Al werd rond 1700 vermeld als Vijf Huysen, wat erop duidt dat er toen vijf en niet vier huizen stonden.
Aan de overkant van vaart lag een andere buurtschap, De Jirden. Deze buurtschap is opgegaan in de nieuwbouw van het dorp Surhuisterveen. Het kadaster toont nog steeds een streeknaam De Jirden en later Jirden op de kaart. Ten noorden van Vierhuizen ligt de buurtschap Buwetille.Tot 1921 viel heel de buurtschap Vierhuizen onder het dorp Surhuisterveen. De buurtschap valt sindsdien qua adressering onder Harkema. 
De Vierhuisterweg is vernoemd naar de buurtschap en loopt van het dorp Surhuisterveen naar de buurtschap. De Vierhuisterweg is in het begin van twintigste eeuw doorgetrokken naar Surhuisterveen. In de jaren 90 van de twintigste eeuw werd de weg Nije Jirden aangelegd. 
Dorpen: Augustinusga · Boelenslaan · Buitenpost · Drogeham · Gerkesklooster · Harkema · Kootstertille · Stroobos · Surhuisterveen · Surhuizum · Twijzel · Twijzelerheide

Buurtschappen: Barghiem · Blauwhuis · Blauwverlaat · Buweklooster · Buwetille · De Kooten · De Laatste Stuiver · Dijkhuizen · Egypte · Gerben Allesverlaat · Hamsterpein · Hamshorn · Hiltjemoeiswouden · Jachtveld · Kortwoude · Kuikhorne (deels) · Lutkepost · Monniketille · Ophuis · Opperkooten · Rohel · Roodeschuur · Surhuizumer Mieden · Uitland · Vierhuizen · Westerend · Wildpad (deels) · Wildveld

Friesland: Steden en dorpen      Nederland: Provincies · Gemeenten